# Observatoire astronomique de la Vallée d'Aoste
L'observatoire astronomique de la Vallée d'Aoste a été inauguré à la moitié de l'année 2003. Il a été équipé des instruments les plus modernes pour favoriser une activité de recherche, aussi bien que pédagogique et de vulgarisation. 
Ce site a pour but de devenir un centre spécialisé de niveau international pour accueillir des astronomes professionnels, aussi bien que des astro-amateurs. 
En ce sens, la structure gérée par la Fondation Clément Filliétroz (un astronome valdôtain) et le personnel sont à la disposition de tous ceux qui désirent se rendre à l'observatoire, qu'ils soient des étudiants, des chercheurs ou simplement des esprits curieux avec le désir de se livrer à la science astronomique. 
C'est dans cette idée qui s'inscrivent les Star parties, qui depuis 1989 représentent le plus important rendez-vous d'astro-amateurs d'Italie. 
Il dispose aussi d'une station météorologique. Le code de l'observatoire est B04.

## Le lieu
L'observatoire est situé près du hameau Lignan, à 1 675 mètres, dans le vallon de Saint-Barthélemy, en amont du chef-lieu de Nus. Cette vallée offre une terrasse naturelle, une pollution lumineuse presque absente et des conditions permanentes de faible turbulence atmosphérique. 
Deux autres sites de cette vallée méritent une visite, ce sont le Castillière, un site archéologique remontant sans doute à l'âge du fer, et les anciennes mines.

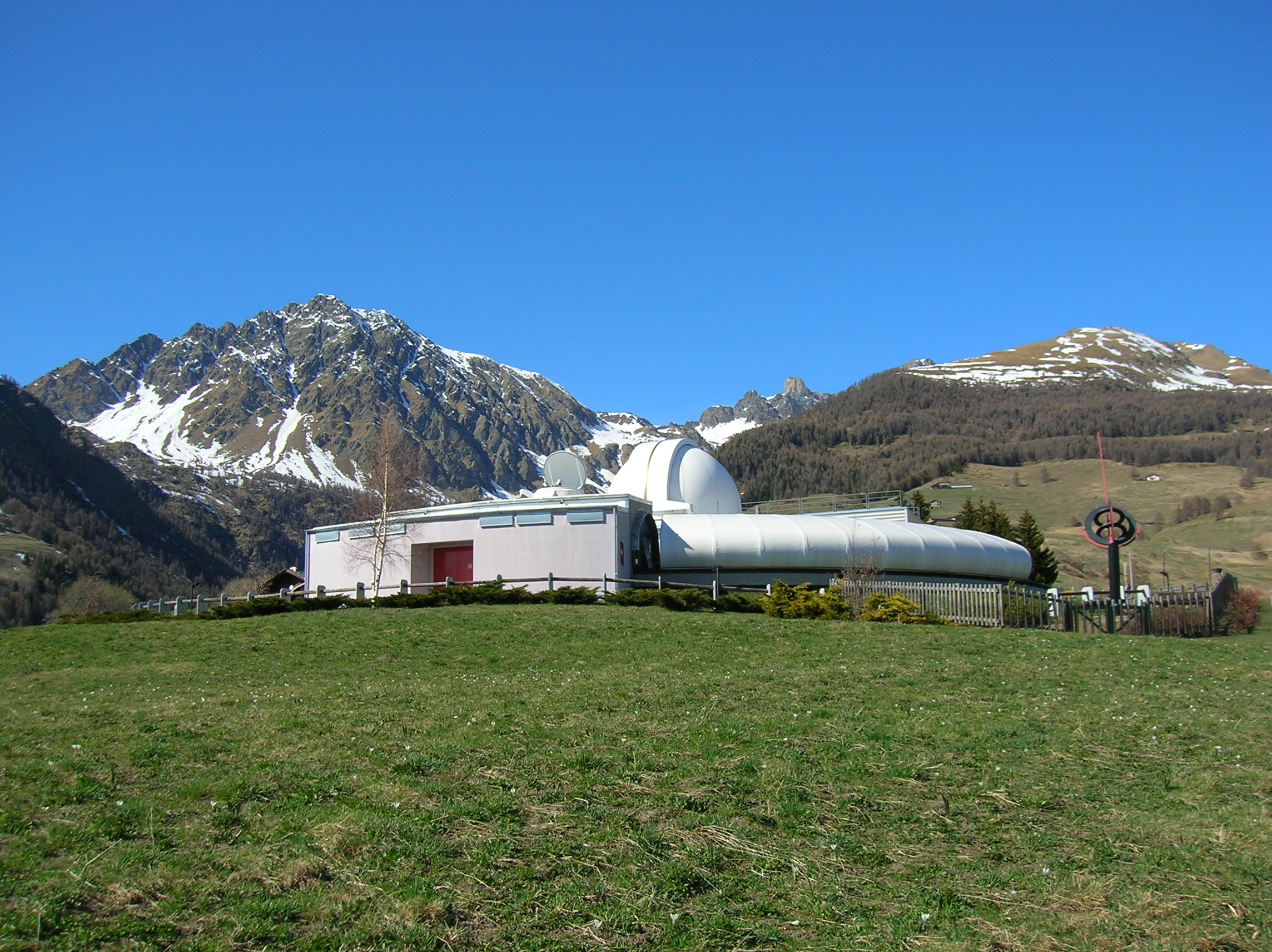
Vue générale.
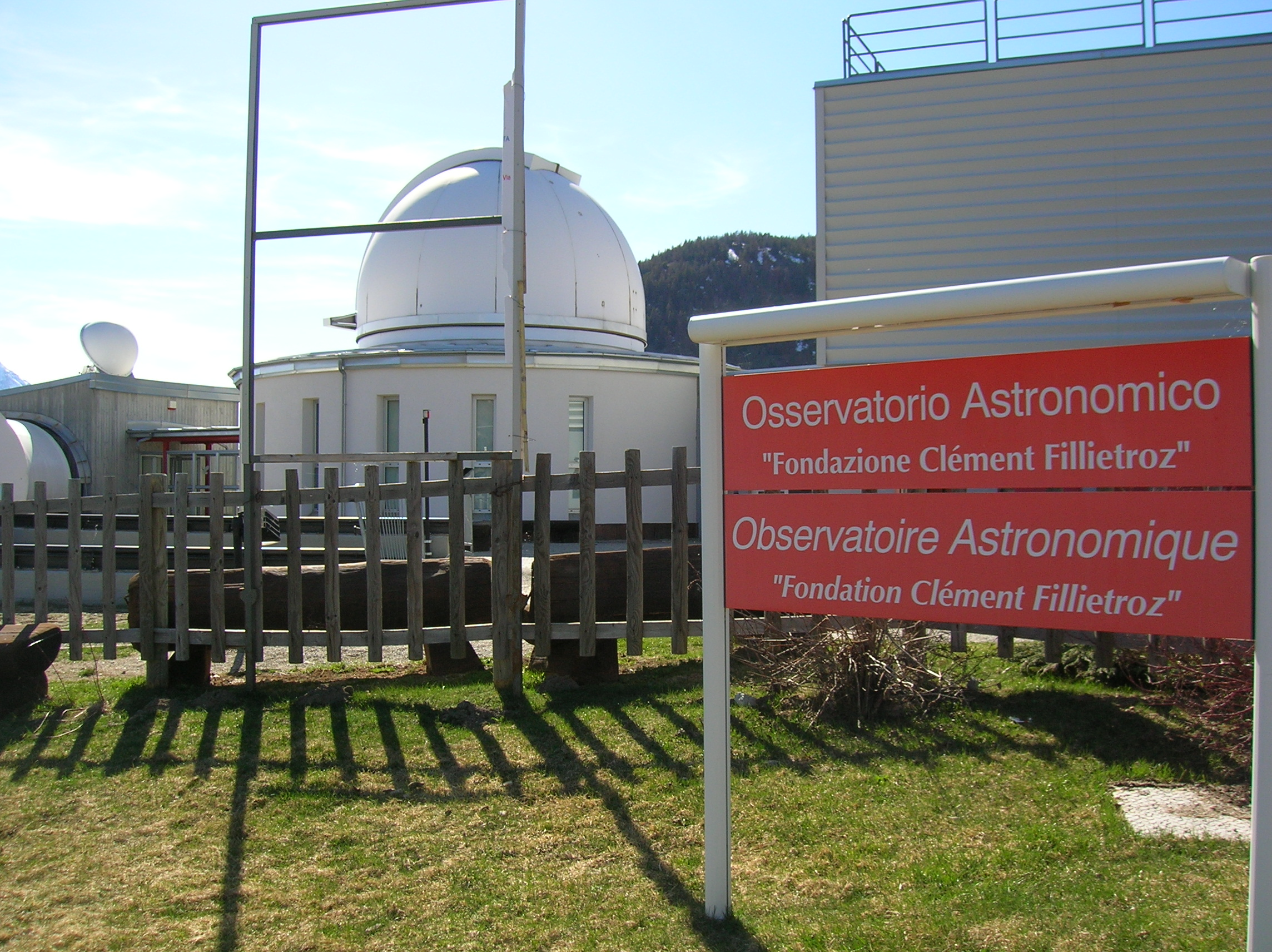
L'entrée.
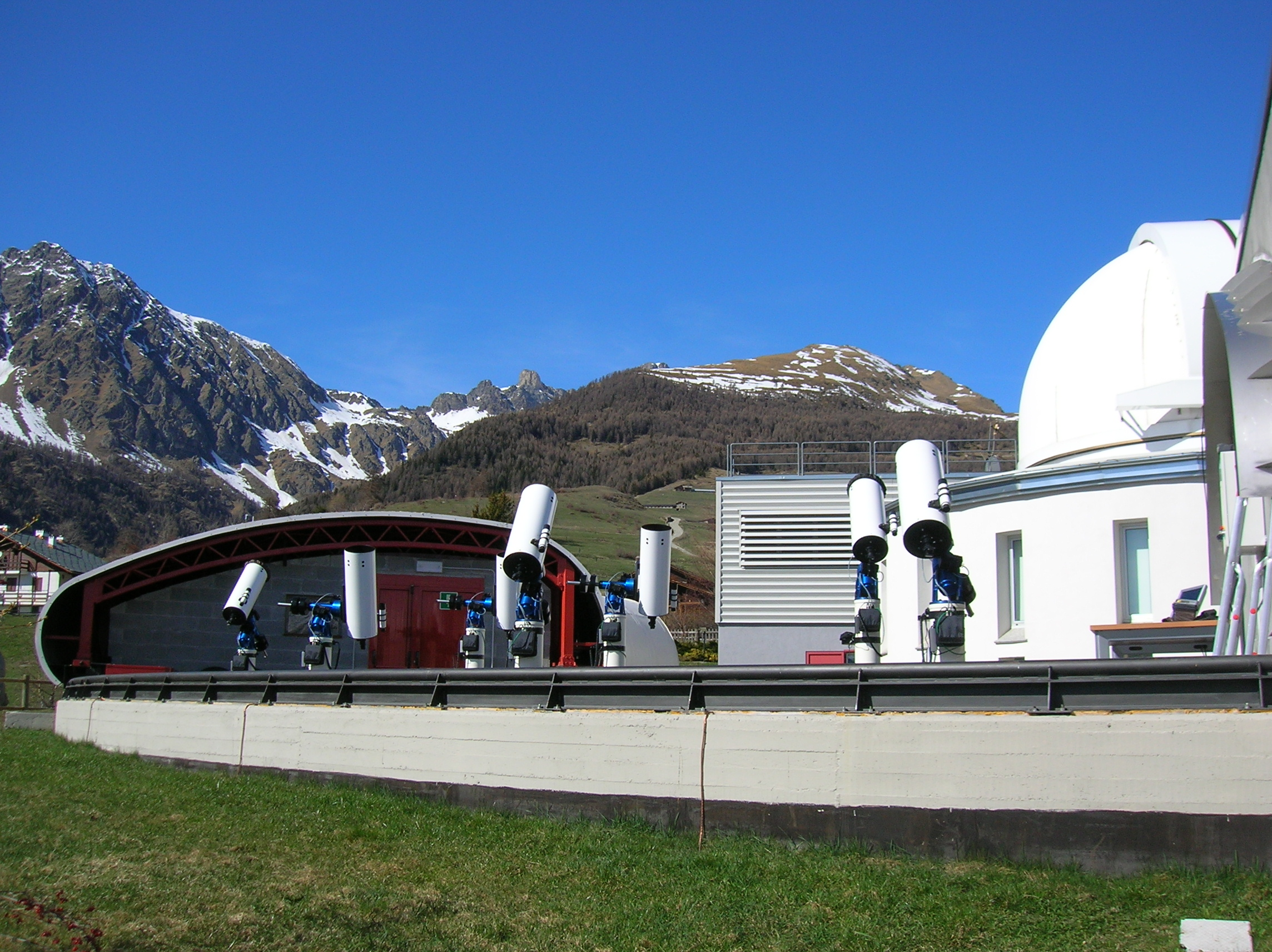
L'aire didactique.

## Données techniques
Le télescope principal dispose d'un réflecteur de 800 mm f/7,5 sur monture équatoriale en fourche et entraînement à friction, aussi bien que d'un télescope réflecteur de suivi 250 mm f/15 et d'un Maksoutov 250 mm f/3,8. 
Les caméras CCD présentes à l'observatoire sont : 
- Une caméra HI-SIS 39 avec senseur Kodak 1001E (1024 x 1024 pixels)
- Deux caméras HI-SIS 33 avec senseur Thompson (512 x 512 pixels)
- Deux caméras HI-SIS 23 avec senseur Kodak 401E
- Une caméra Sbig STV de poursuite

## La recherche scientifique
Au sein de l'observatoire sont actifs quatre projets de recherche institutionnels qui embrassent l'étude du système solaire, des recherches sur les étoiles de la Voie lactée et l'observation des galaxies lointaines. De plus l'OAVdA participe, à la demande explicite d'autres instituts italiens et étrangers, à des campagnes internationales pour des études spécifiques qui se déroulent durant des périodes bien déterminées selon les phénomènes célestes à observer et à analyser.
Des dizaines de publications scientifiques ont été produites, publiées dans des actes d'importants congrès internationaux et dans des revues spécialisées de renommée internationale comme Astronomy & Astrophysics, The Astrophysical Journal, Icarus, Publications of the Astronomical Society of the Pacific, The Astronomical Journal. Les chercheurs de l'OAVdA ont été associés à l'INAF (Institut national d'astrophysique) entre fin 2011 et début 2012.

## Astéroïde "Valléedaoste"
Cet astéroïde a été découvert par Albino Carbognani, la nuit du vendredi 7 septembre 2007 durant l'annuelle "Star party". Dans les premières heures du samedi 8 septembre, les observations ont été refaites pour pouvoir ensuite les communiquer au centre américain MPC, qui a confirmé la découverte le jour suivant et la désignation provisoire 2007RT6. En juillet 2012 "Valléedaoste" a été inséré dans le catalogue des astéroïdes. Le corps céleste a un diamètre d'environ 4 kilomètres, il se déplace sur une orbite elliptique d'un rayon moyen de 470 millions de kilomètres, et il met presque 6 ans pour faire un tour complet autour du Soleil.